# Amblopusa
Amblopusa is een geslacht van kevers uit de familie van de kortschildkevers (Staphylinidae).

## Soorten
- Amblopusa alaskana Ahn & Ashe, 1996
- Amblopusa brevipes Casey, 1894
- Amblopusa hokkaidona Ahn & Ashe, 1996
- Amblopusa magna Zerche, 1998
- Amblopusa pacifica (Sawada, 1991)

### Synoniemen
- Amblopusa borealis Casey, 1906 => Paramblopusa borealis (Casey, 1906)
- Amblopusa pallida Casey, 1911 => Amblopusa brevipes Casey, 1894